# Alfreda Markowska
Alfreda Noncia Markowska (omgeving Stanisławów, 10 mei 1926 – Gorzów Wielkopolski, 30 januari 2021) was een Roma uit Polen die ongeveer vijftig kinderen van Joodse en Romani afkomst tijdens de Tweede Wereldoorlog van de dood heeft gered.

## Biografie
Markowska werd in een gebied rond Stanisławów, in de regio Kresy in de Tweede Poolse Republiek, geboren. Na de Duitse inval in Polen in 1939 werd ze in Lviv gevangengenomen. In 1941 vermoordden de nazi's alle leden van haar clan (65 tot 85 mensen), inclusief haar ouders, broers en zussen, in een bloedbad bij Biała Podlaska. Alfreda was de enige van haar clan die het bloedbad overleefde. Ze bracht een aantal dagen door in het bos om het massagraf van haar familie te zoeken. Uiteindelijk verhuisde ze naar Rozwadów waar ze in 1942, op zestienjarige leeftijd, trouwde. Markowska en haar man werden tijdens een razzia door de Oekraïense politie betrapt en aan de Duitsers overgedragen. Het echtpaar wist echter te ontsnappen. Vervolgens werden ze gedwongen naar de getto's in Lublin, Łódź en Bełżec te verhuizen, maar ook deze ontvluchtten ze. Uiteindelijk vestigen ze zich in Rozwadów, waar ze werkten in een door de Duitsers gevestigd werkkamp.

## Reddingsactie
In Rozwadów kreeg Markowska een werkvergunning waarmee ze beschermd werd tegen verdere arrestaties. Ze raakte kort daarna betrokken bij het redden van Joden en Roma, met name kinderen. Ze reisde naar massagraven en zocht daar naar overlevenden. Ze zou de overlevenden naar haar huis brengen, ze verbergen en valse documenten voor ze regelen, zodat die hen tegen de Duitsers beschermden.
Op de vraag waarom ze niet bang was om te helpen, verklaarde Markowska dat ze destijds niet verwachtte zelf de oorlog te doorstaan en daarom niet angstig was.

## Na de oorlog
In 1944 bevrijdde het Rode Leger het gebied, waarna Markowska samen met haar man en enkele van de kinderen die ze had gered (waaronder enkele Duitse kinderen die Sovjet-soldaten wilden ontvluchten) naar het westen vluchtte, eerst naar centraal Polen en daarna het westen van Polen.
Na de oorlog begonnen de communistische autoriteiten van de Volksrepubliek Polen een campagne tegen de Roma en probeerden hen te dwingen hun traditionele levensstijl op te geven. Dientengevolge woonden Markowska en haar familie eerst in de buurt van Poznań en vervolgens, na de dood van haar man, in Gorzów Wielkopolski.
In oktober 2006 ontving Alfreda Markowska het Commandeurskruis Orde Polonia Restituta voor het redden van Joodse en Roma-kinderen tijdens de Tweede Wereldoorlog. Bij die gelegenheid prees de toenmalige president van Polen, Lech Kaczyński, haar "voor haar heldendom en ongewone moed bij het redden van mensenlevens".